# İstanbul Büyükşehir Belediyesi Spor Kulübü 2012-2013 (pallavolo maschile)
Questa voce raccoglie le informazioni riguardanti l'İstanbul Büyükşehir Belediyesi Spor Kulübü nella stagione 2012-2013.

## Organigramma societario
Area direttiva
- Presidente: Çağatay Kalkancı

Area organizzativa
- Team manager: Mustafa Aydoğan, Levent Özvarnalı

Area tecnica
- Allenatore: Nedim Özbey
- Secondo allenatore: Hakan Özkan
- Statistico: Erhan Doğanöz

## Rosa
| N° | Nome              | Ruolo | Data di nascita   | Nazionalità sportiva |
| -- | ----------------- | ----- | ----------------- | -------------------- |
| 1  | Selçuk Keskin     | P     | 15 gennaio 1982   | Turchia              |
| 2  | Murat Yenipazar   | P     | 1º gennaio 1993   | Turchia              |
| 3  | Muhammet Ertuğrul | C     | 8 dicembre 1989   | Turchia              |
| 4  | Özgür Yener       | P     | 12 settembre 1994 | Turchia              |
| 5  | Özkan Hayırlı     | C     | 27 maggio 1984    | Turchia              |
| 6  | Barış Özdemir     | L     | 25 giugno 1972    | Turchia              |
| 7  | Ali İçmegiz       | S     | 11 maggio 1989    | Turchia              |
| 8  | Sjarhej Antanovič | S     | 21 aprile 1986    | Bielorussia          |
| 9  | Jeroen Trommel    | S     | 1º agosto 1980    | Paesi Bassi          |
| 10 | Burak Mert        | L     | 23 ottobre 1990   | Turchia              |
| 11 | Brook Billings    | S/O   | 30 aprile 1980    | Stati Uniti          |
| 12 | Sadi Uslu         | S     | 17 aprile 1989    | Turchia              |
| 14 | Berkan Eryüz      | C     | 26 febbraio 1993  | Turchia              |
| 16 | Fatih Cihan       | C     | 16 dicembre 1991  | Turchia              |
| 17 | Mustafa Kırıcı    | S     | 15 marzo 1982     | Turchia              |
| 18 | Kadir Cin         | S     | 7 maggio 1987     | Turchia              |